# Y pensar que lo vi en la calle Porvenir

Y pensar que lo vi en la calle Porvenir es un libro infantil escrito e ilustrado por Dr. Seuss y Robert Carington, publicado por primera vez en el año 1937. 
Es el primer libro infantil del autor, originalmente titulado Una historia que nadie puede vencer (A Story That No One Can Beat).

## Reseña
La historia sigue a un chico llamado Marco mientras describe en una historia fantástica creada para contársela a su padre al final del camino, el paisaje y sonidos de gente y vehículos imaginarios que viajan a lo largo de la calle Mulberry. 
Marco fue nombrado así en honor a Marco McClintock, el hijo del editor de Dr. Seuss, Marshall "Mike" McClintock, y Helene McClintock, a quien el libro está dedicado.  Marco regresó como un personaje en McElligot's Pool.

## Calle Mulberry

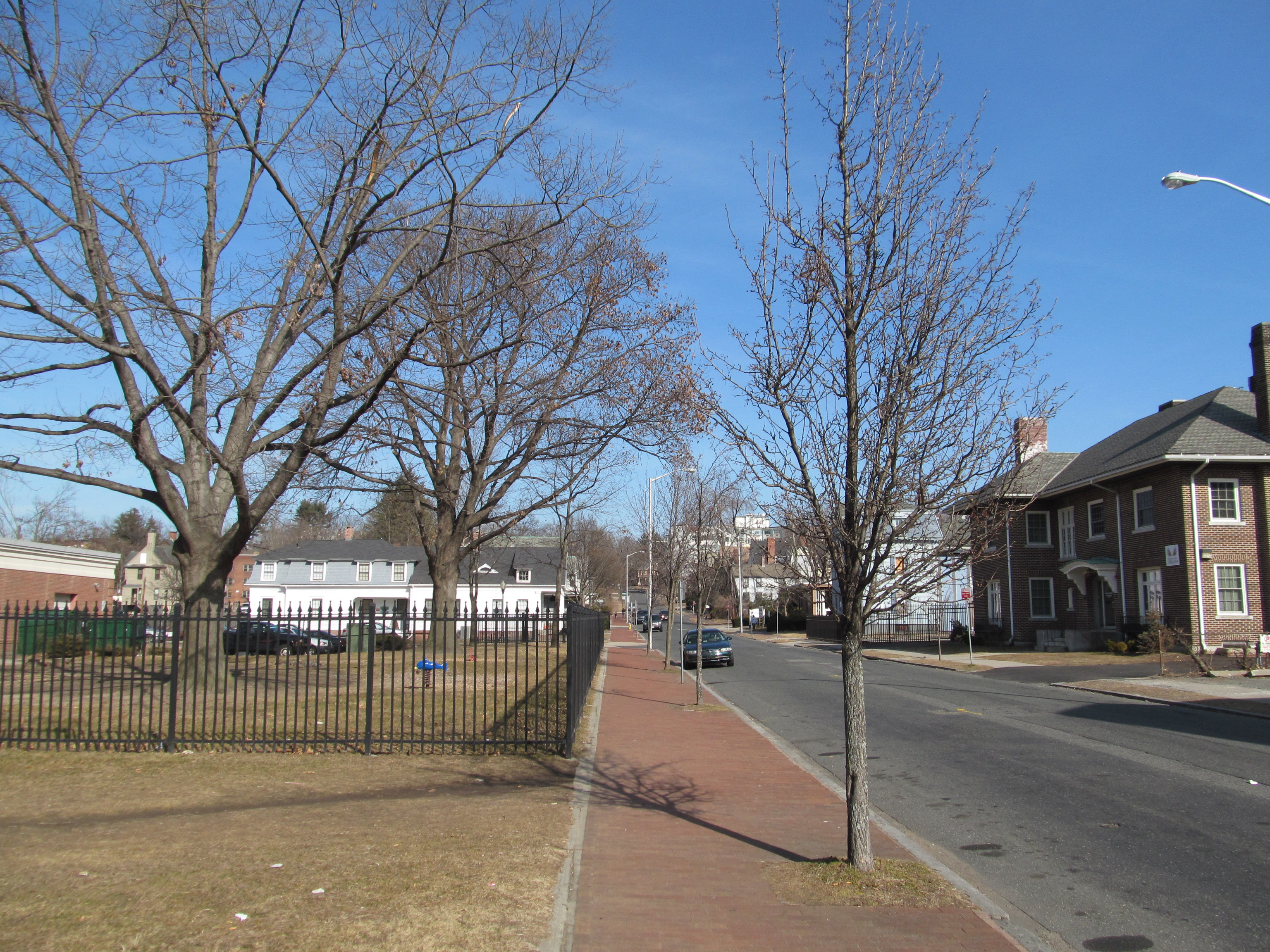
Calle Mulberry, Springfield (Massachusetts)

Mulberry Street (calle Mulberry) es el nombre de una calle en Springfield, a sólo una milla al suroeste de la casa de infancia del Dr. Seuss en la calle Fairfield, e inspiró el nombre del libro.
La canción «Lookin' Out My Back Door» de Creedence Clearwater Revival fue inspirada en parte por el libro.

## Historia de la publicación
El texto fue rechazado por muchas editoriales (el número exacto varía según el relato, hasta el mismo Seuss habla de 27 o 28 editoriales) pero fue publicado finalmente en 1937 por Vanguard Press (a diferencia de los libros posteriores Seuss, que fueron publicados por Random House). Seuss ha declarado que estuvo a punto de quemar el manuscrito antes de su publicación después de ser rechazado por tantos editores.